# Part Lies, Part Heart, Part Truth, Part Garbage 1982-2011
Part Lies, Part Heart, Part Truth, Part Garbage 1982–2011 è una raccolta del gruppo statunitense R.E.M., pubblicata l'11 novembre 2011. Abbraccia poco più di 30 anni della carriera del gruppo, scioltosi nel settembre del 2011, poco prima dalla pubblicazione di quest'ultima e comprende 40 canzoni tra cui 3 nuovi inediti.

## Il disco
La raccolta è divisa in 2 dischi e comprende le canzoni più celebri della band pubblicate tra il 1982 e il 2011 più 3 nuovi inediti incisi dal gruppo nel luglio del 2011, dopo le sessioni di registrazione del loro ultimo album in studio Collapse into Now e sono A Month of Saturdays, We All Go Back to Where We Belong e Hallelujah.
A differenza delle precedenti raccolte questa è la prima nella quale sono racchiuse le canzoni sia della I.R.S. Records che quelle della Warner Bros. Records.

## Tracce
Testo e musiche di Bill Berry, Peter Buck, Mike Mills e Michael Stipe.
CD 1
1. Gardening at Night – 3:29
2. Radio Free Europe – 4:06
3. Talk About the Passion – 3:22
4. Sitting Still – 3:18
5. So. Central Rain (I'm Sorry) – 3:15
6. (Don't Go Back To) Rockville – 4:33
7. Driver 8 – 3:23
8. Life and How to Live It – 4:08
9. Begin the Begin – 3:28
10. Fall on Me – 2:51
11. Finest Worksong – 3:48
12. It's the End of the World as We Know It (And I Feel Fine) – 4:05
13. The One I Love – 3:11
14. Stand – 3:10
15. Pop Song 89 – 3:05
16. Get Up – 2:39
17. Orange Crush – 3:53
18. Losing My Religion – 4:28
19. Country Feedback – 4:08
20. Shiny Happy People – 3:46
21. The Sidewinder Sleeps Tonite – 4:07

Durata totale: 76:25
CD 2
1. Everybody Hurts – 5:18
2. Man on the Moon – 5:12
3. Nightswimming – 4:16
4. What's the Frequency, Kenneth? – 4:01
5. New Test Leper – 5:24
6. Electrolite – 4:01
7. At My Most Beautiful – 3:33
8. The Great Beyond – 5:05
9. Imitation of Life – 3:57
10. Bad Day – 4:05
11. Leaving New York – 4:49
12. Living Well is the Best Revenge – 3:12
13. Supernatural Superserious – 3:24
14. Überlin – 4:14
15. Oh My Heart – 3:20
16. Alligator, Aviator, Autoplilot, Antimatter – 2:45
17. A Month of Saturdays – 1:40
18. We All Go Back to Where We Belong – 3:35
19. Hallelujah – 3:41

Durata totale: 75:44

## Formazione negli inediti
- Michael Stipe - voce
- Peter Buck - chitarra
- Mike Mills - basso, cori

Altri musicisti
- Bill Rieflin - batteria
- Scott McCaughey - chitarra, pianoforte, mandolino, fisarmonica
- Jacknife Lee - tastiere, percussioni
- Eric Gorfain, Daphne Chen, Neli Nikolaeva, Radu Pieptea, Audrey Solomon, Terry Glenny, Marcy Vaj, Wes Precourt, Anna Kostyuchek - violino
- Leah Katz, Caroline Buckman, Rodney Wirtz, Erik Rynearson - viola
- Richard Dodd, John Krovoza, Peggy Baldwin, Ira Glansbeek - violoncello
- Stephanie O’Keefe, Justin Hageman - corno francese
- Rick Baptist - tromba
- Alan Kaplan - trombone
- Sara Andon - flauto

## Classifiche
| Classifica (2011)         | Posizione massima |
| ------------------------- | ----------------- |
| Austria                   | 20                |
| Belgio (Fiandre)          | 8                 |
| Belgio (Vallonia)         | 20                |
| Danimarca                 | 13                |
| Francia                   | 114               |
| Germania                  | 15                |
| Irlanda                   | 16                |
| Italia                    | 7                 |
| Norvegia                  | 25                |
| Paesi Bassi               | 14                |
| Regno Unito               | 19                |
| Spagna                    | 18                |
| Stati Uniti               | 55                |
| Stati Uniti (alternative) | 8                 |
| Stati Uniti (rock)        | 9                 |
| Svezia                    | 39                |
| Svizzera                  | 17                |